# Alexandru Vaida-Voevod
Alexandru Vaida-Voevod (Bobâlna, 27 febbraio 1872 – Sibiu, 19 marzo 1950) è stato un politico rumeno, tre volte primo ministro della Romania (dal 9 dicembre 1919 al 19 marzo 1920, dal 6 giugno al 19 ottobre 1932 e dal 14 gennaio al 14 novembre 1933) e due volte ministro degli Esteri, dal 1º dicembre 1919 al 9 gennaio 1920 e dal 6 giugno al 19 ottobre 1932 (ad interim).
A partire dal 4 agosto 1919 divenne membro della Massoneria parigina insieme ad Traian Vuia e agli altri membri della delegazione romena partecipanti alla Conferenza di Pace di Parigi.